# 존 파커 (대위)

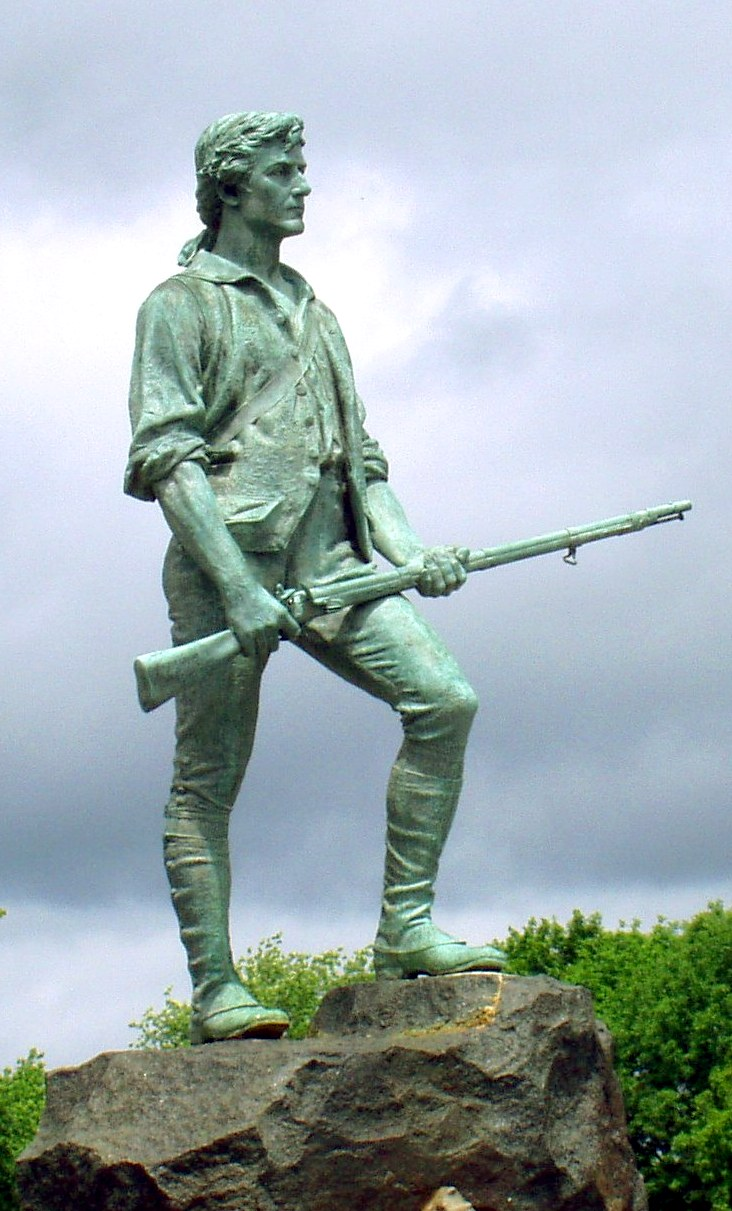
렉싱턴 미닛맨 (1900), 미닛맨 캡틴 존 파커의 동상

존 파커(John Parker, 1729년 7월 13일 – 1775년 9월 17일)는 미국의 농부, 기계공, 군인이다. 미국 독립전쟁의 영웅이다.

## 미국 독립전쟁
1775년 4월 19일 발생한 렉싱턴 콩코드 전투는 미국 독립 전쟁 최초의 전투이다. 미국측은 민병대인 미닛맨의 대위(captain)인 존 파커가 총사령관이었다. 영국 육군을 대파하고, 미국 독립 전쟁 최초의 전투이자 최초의 승전을 거뒀다.
그 전투가 있고나서 5개월 뒤인 9월 17일, 결핵으로 사망했다.

## 같이 보기
- 민병대 (미국)